# بايرون كاتي
بايرون كاتي (بالإنجليزية: Byron Katie)‏ هي كاتِبة أمريكية، ولدت في 6 ديسمبر 1942 في بريكنريدج في الولايات المتحدة.

## وصلات خارجية
- الموقع الرسمي
- بايرون كاتي على موقع ميوزك برينز (الإنجليزية)